# 3668 Ilfpetrov
3668 Ilfpetrov је астероид главног астероидног појаса чија средња удаљеност од Сунца износи 2,188 астрономских јединица (АЈ).
Апсолутна магнитуда астероида је 13,2.